# Campeonato de Brasil de Ciclismo Contrarreloj
Los Campeonatos de Brasil de Ciclismo Contrarreloj se organizan anualmente desde el año 2000 para determinar el campeón ciclista de Brasil de cada año, en la modalidad. 
El título se otorga al vencedor de una única carrera, en la modalidad de Contrarreloj individual. El vencedor obtiene el derecho a portar un maillot con los colores de la Bandera de Brasil hasta el campeonato del año siguiente, solamente cuando disputa pruebas Contrarreloj.
Se disputa desde 2000 ininterrumpidamente, a excepción del año 2002, cuando no se disputó.

## Palmarés

### Masculino
| Año  | Ganador                    | Segundo             | Tercero               |
| 2000 | Daniel Gonçalves           | Jefferson Misiake   | Tony Azevedo          |
| 2001 | Cássio de Paiva Freitas    | Márcio May          | Daniel Gonçalves      |
| 2002 | No se disputó              | No se disputó       | No se disputó         |
| 2003 | Luiz Amorim Tavares        | Márcio May          | Reginaldo Grellman    |
| 2004 | Luiz Amorin Tavares        | Soelito Gohr        | Elivelton Pedro       |
| 2005 | Pedro Nicácio              | Márcio May          | Luiz Amorim Tavares   |
| 2006 | Pedro Nicácio              | Luiz Amorim Tavares | Magno Nazaret         |
| 2007 | Pedro Nicácio              | Itamar Calado       | Edson Luiz Corradi    |
| 2008 | Cleberson De Almedia Weber | Pedro Nicácio       | Rodrigo Nascimento    |
| 2009 | Rodrigo Nascimento         | Marcos Novello      | Alex Arseno           |
| 2010 | Luis Tavares Amorim        | Magno Nazaret       | Walter Ribeiro        |
| 2011 | Magno Nazaret              | Carlos Manarelli    | Rafael Gasparini      |
| 2012 | Luis Tavares Amorim        | Patrick Oyakawa     | Flavio Cardoso        |
| 2013 | Luis Tavares Amorim        | Magno Nazaret       | Rodrigo Nascimento    |
| 2014 | Pedro Nicácio              | Rodrigo Nascimento  | Luis Tavares Amorim   |
| 2015 | Magno Nazaret              | Marcos Novello      | Rodrigo Nascimento    |
| 2016 | Rodrigo Nascimento         | Marcos Novello      | Luiz Carlos Amorim    |
| 2017 | Magno Nazaret              | Cristian Egidio     | Mauricio Knapp        |
| 2018 | Lauro César Chaman         | Cristian Egidio     | Flavio Cardoso        |
| 2019 | André Gohr                 | Cristian Egidio     | Rodrigo Nascimento    |
| 2020 | No se disputó              | No se disputó       | No se disputó         |
| 2021 | Lauro Chaman               | Cristian Egidio     | André Gohr            |
| 2022 | Lauro Chaman               | Cristian Egidio     | Vinícius Rangel       |
| 2023 | Diego de Jesus Mendes      | Lauro Chaman        | Carlos Manarelli      |
| 2024 | Diego de Jesus Mendes      | João Pedro Rossi    | André Gohr            |
| 2025 | João Pedro Rossi           | Gabriel Metzger     | Diego de Jesus Mendes |

### Femenino
| Año  | Ganador                       | Segundo                       | Tercero                   |           |
| ---- | ----------------------------- | ----------------------------- | ------------------------- | --------- |
| 2000 | Maria Lucilene Silva          | Flávia Oliveira               | Carla Camargo Gardenal    |           |
| 2001 | Maria Luzia Evangelista       | Rosane Kirch                  | Flávia Oliveira           |           |
| 2002 | Rosane Kirch                  | Maria Luzia Evangelista       | Luciane Tiyomi Yajima     |           |
| 2003 | Maria Luzia Evangelista       | Maria Lucilene Silva          | Patricia Siqueira Moreira |           |
| 2004 | cancelada                     | cancelada                     | cancelada                 | cancelada |
| 2005 | Camila Monteiro Rodrigues     | Luciene Ferreira              | Carla Camargo Gardenal    |           |
| 2006 | Debora Cristina Gerhard       | Luciene Ferreira              |                           |           |
| 2007 | Janildes Fernandes            | Natalia Santana Lima          | Camila Monteiro Rodrigues |           |
| 2008 | Camila Monteiro Rodrigues     | Aline Fernandes Paiva Paroliz | Janildes Fernandes        |           |
| 2009 | Aline Fernandes Paiva Paroliz | Cristiane Pereira Silva       | Natalia Santana Lima      |           |
| 2010 | Debora Cristina Gerhard       | Aline Fernandes Paiva Paroliz | Fernanda da Silva         |           |
| 2011 | Luciene Ferreira              | Rosane Kirch                  | Janildes Fernandes        |           |
| 2012 | Luciene Ferreira              | Uênia Fernandes               | Ana Paula Polegatch       |           |
| 2013 | Clemilda Fernandes            | Fernanda da Silva             | Luciene Ferreira          |           |
| 2014 | Ana Paula Polegatch           | Clemilda Fernandes            | Janildes Fernandes        |           |
| 2015 | Daniela Lionco                | Ana Paula Polegatch           | Flávia Oliveira           |           |
| 2016 | Clemilda Fernandes            | Ana Paula Polegatch           | Cristiane Pereira Silva   |           |
| 2017 | Ana Paula Polegatch           | Clemilda Fernandes            | Cristiane Pereira Silva   |           |
| 2018 | Tamires Fanny Radatz          | Ana Paula Polegatch           | Flávia Oliveira           |           |
| 2019 | Tamires Fanny Radatz          | Flávia Oliveira               | Ana Paula Polegatch       |           |
| 2020 | cancelada                     | cancelada                     | cancelada                 | cancelada |
| 2021 | Ana Paula Polegatch           | Taise Maiara Benato           | Tamires Fanny Radatz      |           |
| 2022 | Ana Paula Polegatch           | Tamires Fanny Radatz          | Taise Maiara Benato       |           |
| 2023 | Ana Paula Polegatch           | Mariana Borges                | Taise Maiara Benato       |           |
| 2024 | Ana Vitória Magalhães         | Tamires Fanny Radatz          | Aline Mariga              |           |